# Diphasiastrum alpinum
Diphasiastrum alpinum és una espècie de planta vascular sense llavors de la família de les licopodiàcies que viu en matollars, landes, prats i boscs de coníferes damunt substrat àcid.

## Descripció
Com tots els pteridòfits, presenten alternança de generacions i l'individu que veiem correspon a l'esporòfit diploide. És una herba amb una tija principal cilíndrica i prostrada, reptant, que pot atènyer prop d'un metre de llarg. Les branques són més ascendents i poden assolir prop de 10 cm d'alçada. Les tiges estèrils porten petites Fulles de 2-4 mm aplicades, fent 4 rengles (sobretot a la part superior). Les fulles esporangíferes (esporofil·les) són ovades i acuminades (més amples que les fulles dels rebrots estèrils) i s'agrupen en un estròbil terminal. Aquests estròbils maduren de juliol a setembre i alliberen espores.

## Hàbitat
És present a bona part de les muntanyes de l'Hemisferi nord, arriba a Islàndia. A Catalunya és restringit als Pirineus axials centrals on és força rar en algunes pastures d'alta muntanya sobre roques silíciques, de la Vall d'Aran fins a Andorra entre 2000 i 2700 m d'altitud.
Atesa la seva raresa, ha estat catalogada com a espècie vulnerable pel Decret 172/2008, de 26 d’agost de la Generalitat, mitjançant el qual es va crear el Catàleg de flora amenaçada de Catalunya.

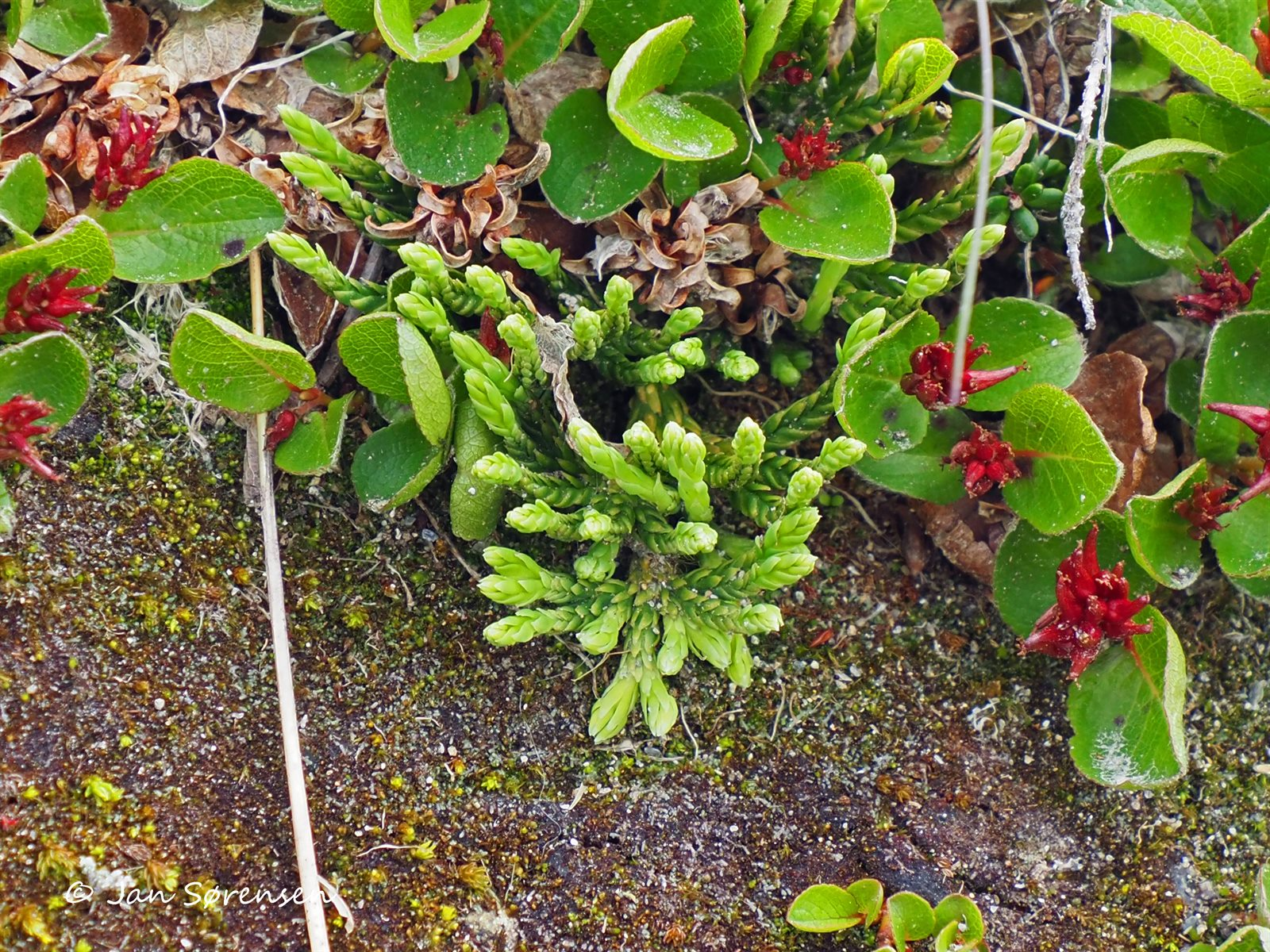
A Noruega, amb Salenca herbàcia i Anthelia juratzkana
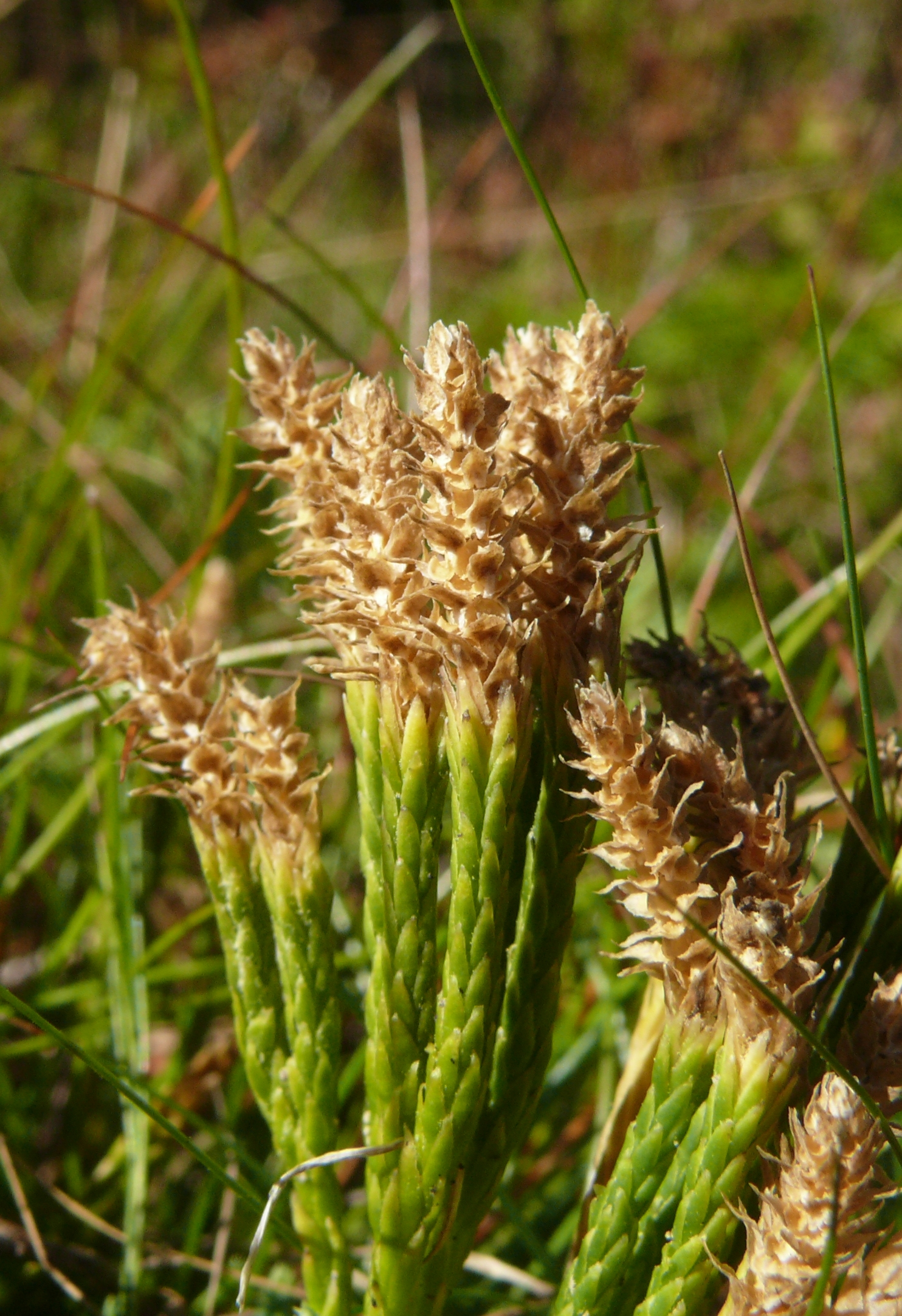
Planta amb estròbils madurs a Alemània
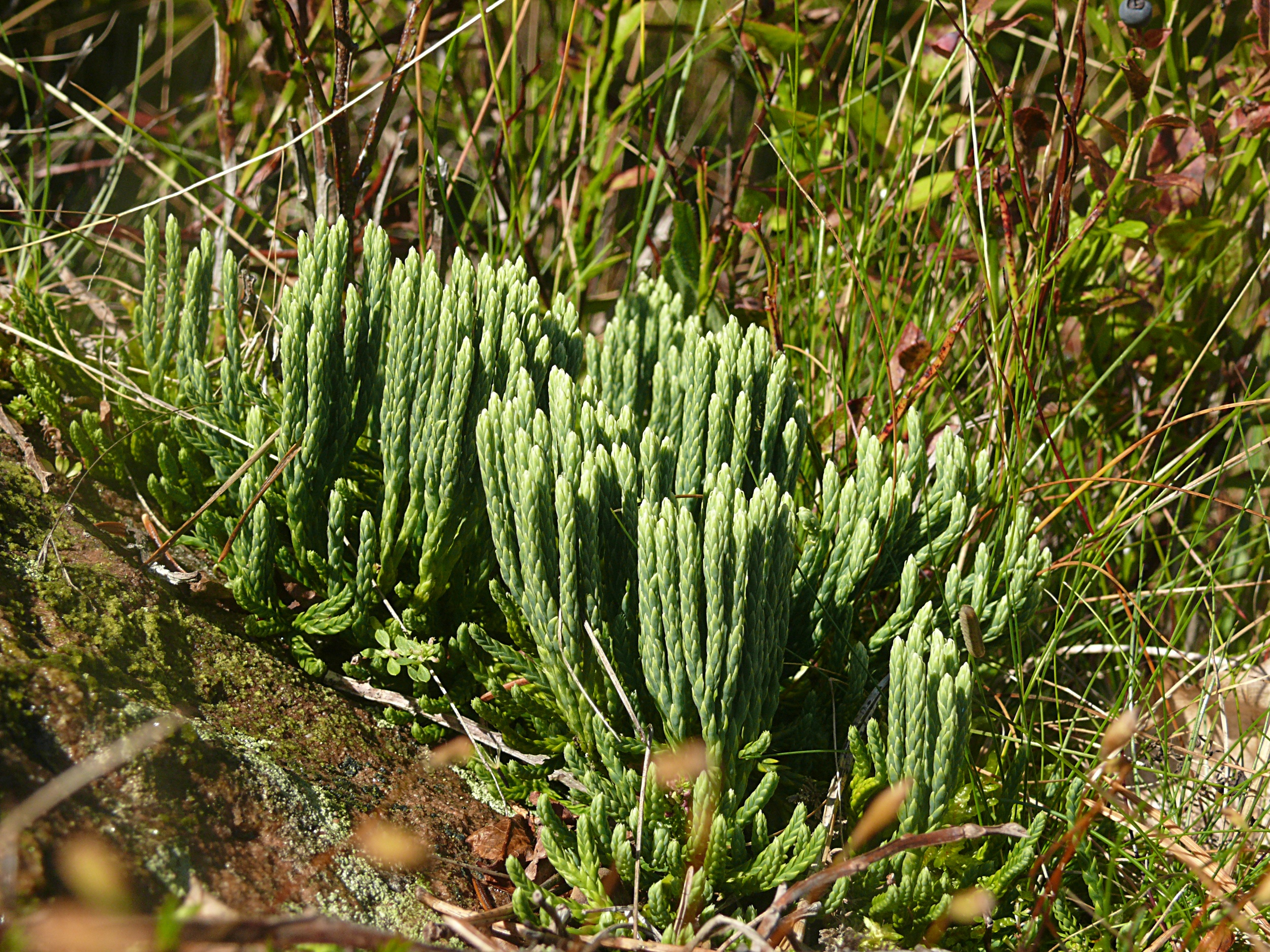
Aspecte general de la planta